# Crassula acinaciformis
Crassula acinaciformis (лат.) – вид растений рода Толстянка (Crassula) семейства Толстянковые (Crassulaceae), естественно произрастающий на территории Малави, Эсватини и Южно-Африканской Республики.

## Название
Родовое латинское название Crassula происходит от латинского слова crassus, — «толстый», в основном из-за присутствия у растений этого рода сочных листьев.
Латинский видовой эпитет acinaciformis происходит от латинского слова acinaces — «восточный скимитар» (англ. oriental scimitar), и латинского -formis, — «имеющий форму». Название связано с формой листьев.

## Ботаническое описание

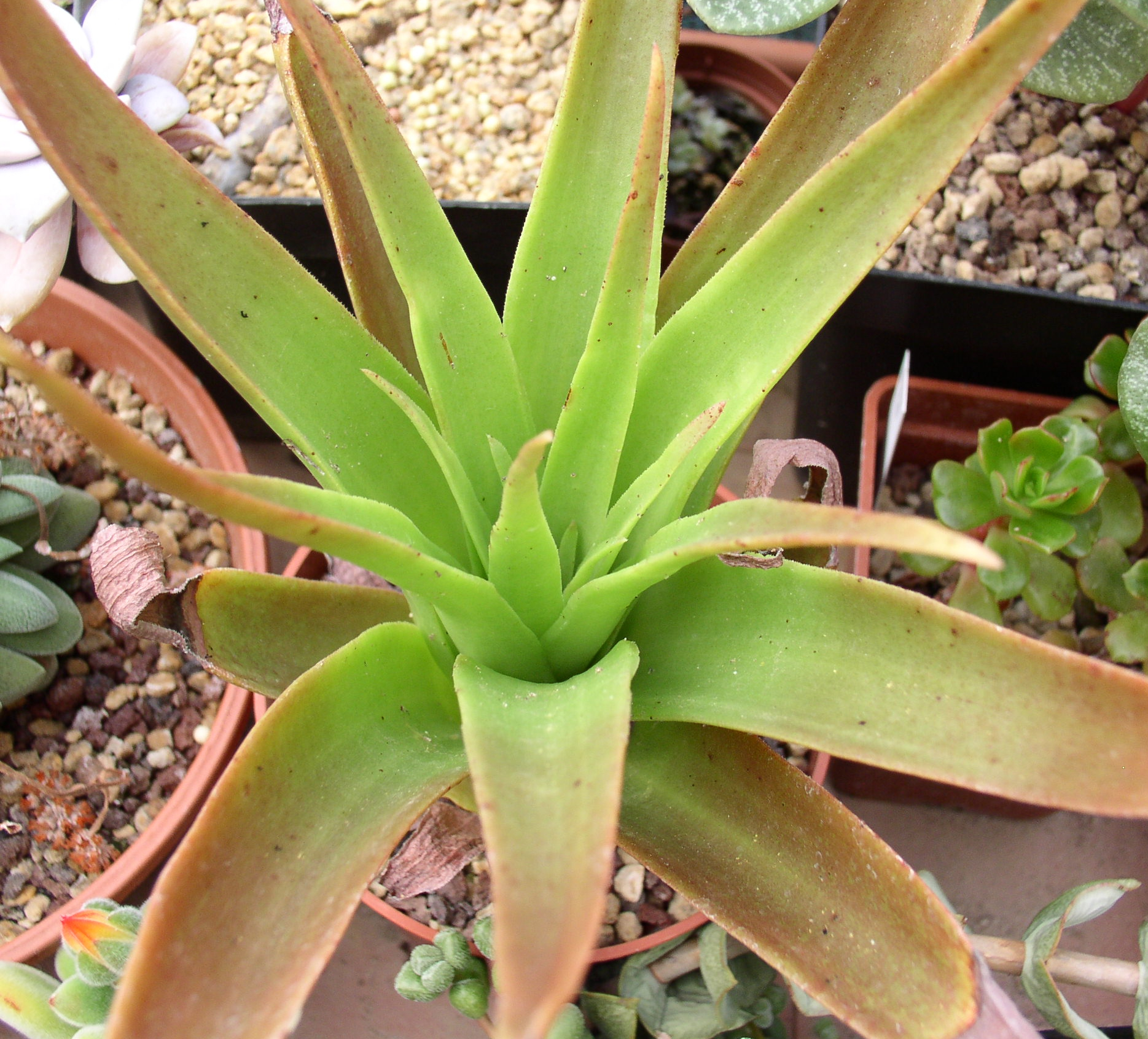
Розетка

Многолетние или двулетние растения высотой до 1,3 м в период цветения, обычно образующие одну розетку с прямостоячими листьями, расположенными спирально. Старые листья остаются прикрепленными к стеблю. Листья имеют форму от узкотреугольной до ланцетной, размерами (80-)150-300(-400) x 30-60(-100) мм, с резкими остриями. Они часто засыхают на верхушках, дорзивентрально уплощены, более или менее канальчатые, голые, но иногда с неравномерно расположенными зубцами или ресничками, имеющими широкое основание и оттенок от зеленого до желтовато-зеленого.
Соцветие представляет собой плосковершинный тирс с многочисленными цветоножками, поздними цветками во многих дихазиях. Каждая дихазиях в течение длительного времени образует новые бутоны, с нечетким цветоносом, покрытым листовидными прицветниками, которые постепенно уменьшаются к вершине. Чашечка состоит из лопастей, которые широкотреугольные, длиной 1-1,5 мм, острые и часто сужены в концевые волоски. Они голые, за исключением редких краевых зубцов, маломясистые, с более или менее перепончатым краем, и окрашены в желтовато-зеленый оттенок. Венчик трубчато-чашевидный, сросшийся у основания на 0,5-0,8 мм, бледно-желтого цвета; лопасти продолговато-обратно-яйцевидные, 3-4 мм в длину, округлые или слегка куполовидные, загнутые назад. Тычинки с желтыми пыльниками. Чешуйки продолговато-клиновидные, размерами 0,6-0,9 х 0,3-0,5 мм, несколько выемчатые, слегка суженные книзу, мясистые и окрашены в желтый цвет. Период цветения: (февраль) март-июнь.

## Таксономия
Crassula acinaciformis Schinz, первое упоминание в Bull. Herb. Boissier 2: 204 (1894).

### Синонимы
- Crassula aloides N.E.Br.
- Crassula goetzeana Engl.
- Crassula inaequalis Schönland